# Chiropsoides buitendijki
Chiropsoides buitendijki is een tropische kubuskwal uit de familie Chiropsalmidae. De kwal komt uit het geslacht Chiropsoides. Chiropsoides buitendijki werd in 1907 voor het eerst wetenschappelijk beschreven door van der Horst. 